# 甜性涩爱
《甜性涩爱》（韓語：맛있는 섹스 그리고 사랑），韩国爱情片，表达了韩国青年男女在爱情方面的苦涩，和公开对性欲的需求。

## 剧情介紹
一对青年男女在一个中国餐馆相遇，两人一起喝酒聊天，酒醉之后上床。此次之后，两人开始同居，同居时相互认识了对方的性格和习惯，开始有了矛盾和分歧，東基决定用婚姻维系爱情，于是向信雅求婚。

## 演員陣容
- 金聖洙 饰演 東基
- 金瑞亨 饰演 信雅